# 1868년 미국 대통령 선거
1868년 미국 대통령 선거는 남북전쟁 이후 여세를 몰아 공화당의 율리시스 그랜트 후보가 당선된다.

## 후보선출

### 공화당
1868년 5월, 공화당 전당대회는 만장일치로 율리시스 그랜트 장군을 대통령 후보로 선출한다

### 민주당
탄핵소추까지 진행된 앤드류 존슨 대통령의 재선출을 포기한 민주당은 1868년 7월 전당대회에서 22차에 걸친 투표 끝에 마지막에 참가한 호라시오 세이무어 전 뉴욕주지사가 조지 펜들턴 전 하원의원, 토마스 헨드릭스 상원의원, 윈필드 핸콕 장군 등을 꺾고 대통령 후보로 선출된다.

## 선거 결과
| 대통령 후보       | 정당   | 근거지    | 득표수    | 지지율 | 선거인단 득표 |
| ----------------- | ------ | --------- | --------- | ------ | ------------- |
| 율리시스 그랜트   | 공화당 | 오하이오  | 3,013,650 | 52.7%  | 214           |
| 호라시오 세이무어 | 민주당 | 뉴저지    | 2,708,744 | 47.3%  | 80            |
| 계                | 계     | 5,722,440 | 100.00 %  | 294    |               |

| 부통령 후보     | 정당   | 근거지   | 선거인단 득표 |
| --------------- | ------ | -------- | ------------- |
| 쉴러 콜팩스     | 공화당 | 인디애나 | 214           |
| 프랜시스 블레어 | 민주당 | 미주리   | 80            |
| 계              | 계     | 계       | 294           |

## 같이 보기
- 재건 시대
- 1868년 미국 하원의원 선거
- 1868년 미국 상원의원 선거